# Silent Voice
Pour le manga, voir A Silent Voice.
Silent Voice (聲の形, koe no katachi, litt. « La silhouette de la voix ») est un film d'animation japonais produit par Kyoto Animation, réalisé par Naoko Yamada et écrit par Reiko Yoshida, avec des dessins de personnages de Futoshi Nishiya et de la musique de Kensuke Ushio. Il est basé sur le manga du même nom écrit et illustré par Yoshitoki Ōima. Le film est sorti au Japon le 17 septembre 2016, puis à l'international entre février 2017 et août 2018.

## Synopsis
Nishimiya est une élève douce et attentionnée. Chaque jour, pourtant, elle est harcelée par Ishida, car elle est sourde. Dénoncé pour son comportement, le garçon est à son tour mis à l'écart et se retrouve seul. Cinq ans plus tard, il apprend la langue des signes et part à la recherche de la jeune fille.

## Fiche technique
- Titre français : Silent Voice
- Titre original : 映画 聲の形 (Eiga koe no katachi?)[1],[2],[3],[4]
- Titre international : The Shape of Voice[2]
- Réalisation : Naoko Yamada

Logo original du film.

- Scénario : Yoshitoki Ōima, Reiko Yoshida, Kiyoshi Shigematsu, Stephanie Sheh, Clark Cheng et Amanda Winn Lee
- Character designer : Futoshi Nishiya
- Photographie : Kazuya Takao
- Montage : Kengo Shigemura
- Musique : Kensuke Ushio
- Animation : Kazumi Ikeda, Miku Kadowaki, Nobuaki Maruki, Yuko Nagahama, Futoshi Nishiya, Kohei Okamura, Yuki Tsunoda et Chiyoko Ueno
- Producteur : Toshiko Iizuka, Shin'ichi Nakamura, Nagaharu Ohashi, Kensuke Tateishi et Mikio Uetsuki
  - Producteur délégué : Hideaki Hatta, Susumu Okinaka et Osamu Yoshiba
  - Assistant producteur : Yōhei Itō, Riri Senami, Ryuhei Takashima et Yoshifumi Yarimizu
- Société de production : Kyoto Animation
- Société de distribution : Shōchiku
- Pays d’origine :  Japon
- Langue originale : japonais
- Genre : Animation
- Durée : 129 minutes[5]
- Dates de sortie :
  -  Japon : 17 septembre 2016[5]
  -  Singapour /  Malaisie : 9 mars 2017
  -  Royaume-Uni /  Irlande : 15 mars 2017
  -  Taïwan : 24 mars 2017
  -  Hong Kong : 6 avril 2017
  -  Australie : 9 avril 2017
  -  Nouvelle-Zélande : 16 avril 2017
  -  États-Unis : 20 octobre 2017
  -  France : 12 juin 2017 (FIFA 2017[6]) - 22 août 2018 (en salles)
- Classification : 
  - France: film tous publics lors de sa sortie en salles, déconseillé aux moins de 12 ans à la télévision

## Distribution
| Personnages                                       | Voix japonaises         | Voix françaises             |
| ------------------------------------------------- | ----------------------- | --------------------------- |
| Shōya Ishida (石田将也, Ishida Shōya)             | Miyu Irino              | Bastien Bourlé              |
| Shōya Ishida (石田将也, Ishida Shōya)             | Mayu Matsuoka (enfant)  | Clara Soares (enfant)       |
| Shōko Nishimiya (西宮硝子, Nishimiya Shōko)       | Saori Hayami            | Mélanie Lemaistre           |
| Yuzuru Nishimiya (西宮結絃, Nishimiya Yuzuru)     | Aoi Yūki                | Nathalie Bienaimé           |
| Tomohiro Nagatsuka (永束友宏, Nagatsuka Tomohiro) | Kenshō Ono              | Bruno Méyère                |
| Naoka Ueno (植野直花, Ueno Naoka)                 | Yūki Kaneko             | Caroline Combes             |
| Miyoko Sahara (佐原みよこ, Sahara Miyoko)         | Yui Ishikawa            | Marie Nonnenmacher          |
| Miki Kawai (川井みき, Kawai Miki)                 | Megumi Han              | Justine Berger              |
| Satoshi Mashiba (真柴智, Mashiba Satoshi)         | Toshiyuki Toyonaga      | Arnaud Laurent              |
| Kazuki Shimada (島田 一旗, Shimada Kazuki)        | Ryo Nishitani           | Arnaud Laurent              |
| Kazuki Shimada (島田 一旗, Shimada Kazuki)        | Sachiko Kojima (enfant) | Valérie Bachère             |
| Keisuke Hirose (広瀬 啓祐, Hirose Keisuke)        | Takuya Masumoto         |                             |
| Keisuke Hirose (広瀬 啓祐, Hirose Keisuke)        | Hana Takeda (enfant)    | Marie Nonnenmacher (enfant) |
| Takeuchi (竹内)                                   | Fuminori Komatsu        | Christophe Seugnet          |
| Miyako Ishida (石田 美也子, Ishida Miyako)        | Satsuki Yukino          | Nayéli Forest               |
| Yaeko Nishimiya (西宮 八重子, Nishimiya Yaeko)    | Akiko Hiramatsu         | Mélanie Anne                |
| La grande-sœur de Shōya (将也の姉, Shōya no Ane)  | Ayano Hamaguchi         | Marie Nonnenmacher          |
| Maria Ishida (石田 マリア, Ishida Maria)          | Erena Kamata            | Caroline Combes             |
| Ito Nishimiya (西宮 いと, Nishimiya Ito)          | Ikuko Tani              | Nayéli Forest               |
| Pedro (ペドロ, Pedoro)                            | Ryūnosuke Watanuki (ja) | Bruno Méyère                |

## Production
L'adaptation en anime du manga a été annoncée dans le dernier chapitre du manga publié le 19 novembre 2014, précisant ultérieurement que l'adaptation serait un film d'animation en salle de cinéma, le 17 décembre 2014. Dans le 46e numéro de 2015 du Weekly Shōnen Magazine paru le 14 octobre 2015, Kyoto Animation et Naoko Yamada ont été annoncés comme le studio d'animation et la réalisatrice de l'adaptation cinématographique, respectivement. Le distributeur du film, Warner Bros. Pictures, a annoncé que l'adaptation sortirait au quatrième trimestre de 2016. Le 8 avril 2016, le site officiel de l'adaptation cinématographique a ouvert, annonçant que Reiko Yoshida écrirait le scénario du film, que Futoshi Nishiya concevrait les personnages et que le film était prévu pour une sortie dans les salles japonaises le 17 septembre 2016. Kensuke Ushio et Pony Canyon ont composé et produit la musique, respectivement. La chanson thème du film, intitulée Koi wo Shita no wa (恋をしたのは), a été interprétée par Aiko, tandis que "My Generation" de The Who a été utilisée pendant le générique d'ouverture,.
Pour le doublage en anglais, l'actrice sourde Lexi Cowden a été choisie pour le rôle de Shōko.

### Musique
"My Generation" par The Who est utilisée au début du film pour exprimer la rébellion et l'angoisse de l'adolescence. La chanson véhicule l'excitation et l'amusement des enfants se rassemblant avant l'école, se terminant par l'entrée de Shōko dans la salle de classe. Yamada a déclaré que, pour cette scène, elle souhaitait utiliser un classique que tout le monde pourrait identifier.
Le compositeur Kensuke Ushio, reconnaissant le rôle central du son dans le film, a accordé de l'importance aux éléments musicaux et non musicaux, y compris le silence. La chanson "lvs", jouée lorsque Shōko est exclue de la communauté de classe, a été enregistrée en plaçant un microphone à l'intérieur d'un piano, obtenant ainsi un son étouffé dans lequel les bruits mécaniques du piano sont mis en avant. Cette technique recrée pour le spectateur un effet qui ressemble à la perception de Shōko.

## Sortie
Le film a été projeté dans 120 cinémas à travers le Japon le 17 septembre 2016. Il a été diffusé lors du festival Scotland Loves Animation en 2016, le 22 octobre 2016, et à l'ICA de Londres le 5 février 2017. Anime Limited a distribué et diffusé le film au Royaume-Uni et en Irlande le 15 mars 2017. Purple Plan a sorti le film à Singapour et en Malaisie le 9 mars 2017. Madman Entertainment a diffusé le film pour une durée limitée en Australie et en Nouvelle-Zélande à partir du 9 avril 2017, et du 16 avril 2017, respectivement. Viz Media Europe a acquis les droits de distribution du film en Europe (à l'exception du Royaume-Uni et de l'Irlande), en Russie, en Turquie et en Afrique francophone en 2017. En 2017, le festival Konnichiwa a diffusé le film dans les cinémas au Mexique, au Brésil, au Chili, en Colombie, au Costa Rica, au Salvador, au Guatemala, au Honduras, au Panama et au Pérou pour une durée limitée en mai, tandis que dans des pays comme l'Argentine et l'Uruguay, Anifest a eu une sortie en salles en juin. Pioneer Films a diffusé le film aux Philippines le 10 mai 2017. Eleven Arts a projeté le film à l'Anime Expo le 3 juillet 2017, avec une sortie en salles limitée aux États-Unis le 20 octobre 2017,, et une deuxième projection en janvier 2019.

### Vidéo à domicile
Pony Canyon a sorti le film au Japon le 17 mai 2017 en DVD en édition standard, en Blu-ray en édition standard, et en Blu-ray en édition limitée. Le Blu-ray en édition limitée contient deux vidéos animées de la chanson thème du film et de "Speed of Youth", l'une des bandes originales du compositeur Kensuke Ushio. Au Royaume-Uni et en Irlande, Anime Limited a sorti le film en DVD en édition standard et en Blu-ray, ainsi qu'en combo édition collector le 30 octobre 2017. Madman Entertainment a sorti le film en DVD en édition standard et en Blu-ray, ainsi qu'en combo édition limitée le 6 décembre 2017. Shout! Factory a sorti le film en DVD en édition standard et en combo Blu-ray en Amérique du Nord le 2 avril 2019, et Right Stuf a sorti le film en combo édition limitée le 26 novembre 2019.

### Streaming
Madman Entertainment a diffusé le film sur AnimeLab pendant des durées limitées du 14 février 2018 au 20 février 2018, et du 1er juin 2020 au 30 juin 2020,. Netflix a diffusé le film sur le site web du 5 juin 2019 au 15 février 2022.

### Diffusion télévisée
Au Japon, le film a été diffusé pour la première fois à la télévision terrestre le 25 août 2018 à 21h00 sur NHK Educational TV et a obtenu une note d'audience de 2,5 %, selon les statistiques vidéo. Il a été diffusé le 31 juillet 2020 à 21h00 sur Nippon TV Friday Night Roadshow en pleine pandémie de COVID-19 au Japon, aux côtés du film Fireworks Akiyuki Shinbo et Nobuyuki Takeuchi.